# Marc-René de Montalembert

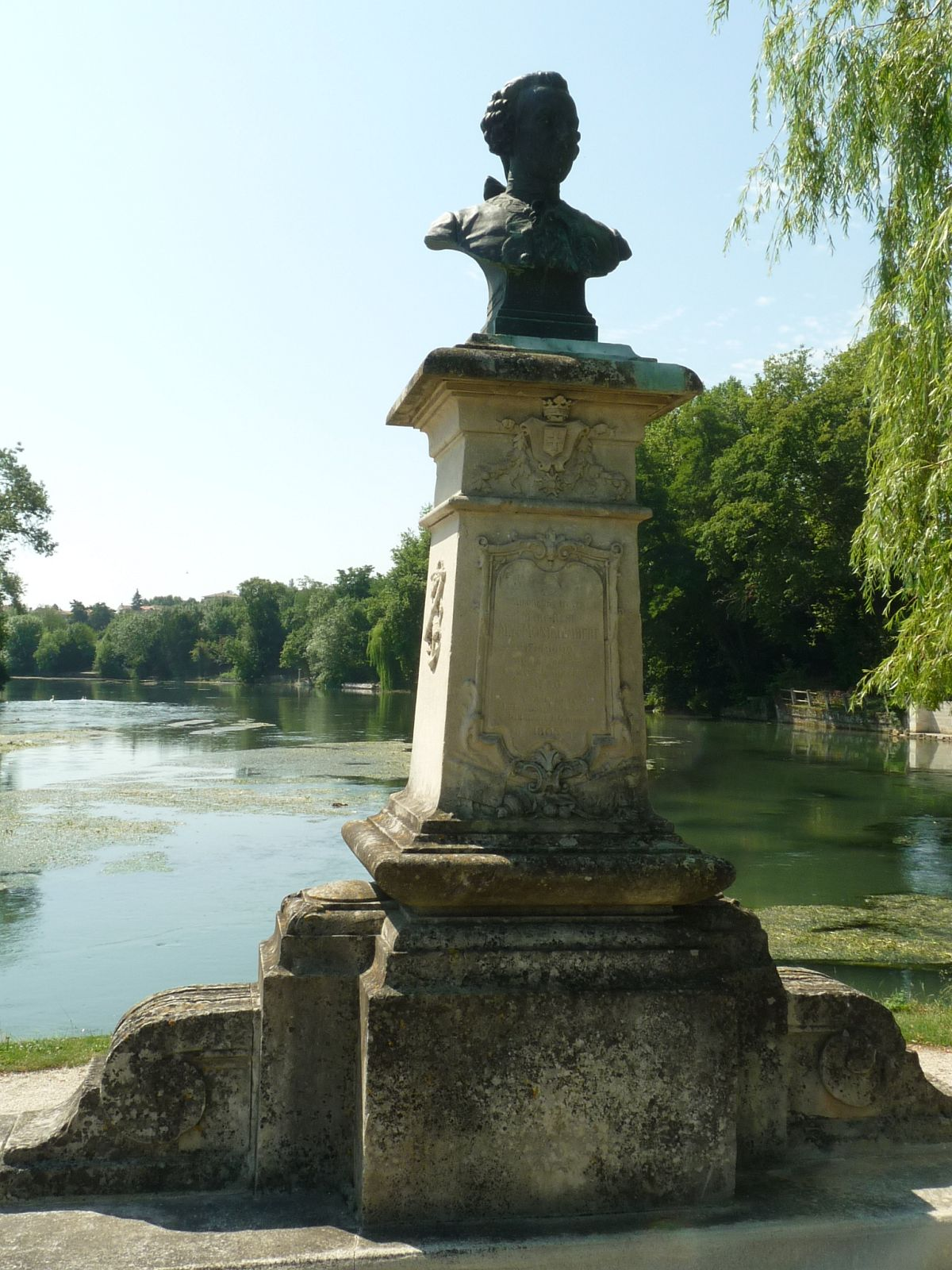
Monumento en honor de Marc-René de Montalembert.

Marc-René de Montalembert, marqués de Montalembert (Angulema, 16 de julio de 1714 - París, 29 de marzo de 1800), fue un militar, hombre de letras e ingeniero militar francés, especializado en las fortificaciones.

## Biografía
El mariscal de campo, participó en las guerras de sucesión en Polonia y Austria junto al Príncipe de Conti. El duque de Choiseul le dio la tarea de apoyar a los ejércitos de Suecia y Rusia durante la Guerra de los Siete Años.
Fue elegido como miembro libre de la Academia de Ciencias en 1747. En 1750, compró un molino y una vieja papelera en Ruelle-sur-Touvre, convirtiéndolos en una fundición de cañones. Con esta forja, Forgeneuve en Javerlhac en el Perigord y otras forjas que anexionó, ofreció a la Armada suministrar los cañones de hierro fundido que necesitara. Su propuesta fue aceptada el 17 de septiembre de 1750.
Después de conflictos de orden técnica y financiera, el rey tomó el control de la forja en 1755. Después de largos procesos judiciales para reconocer la propiedad, y Montalembert revendió Ruelle Forgeneuve en 1774 al conde de Artois (el futuro Carlos X de Francia).
Montalembert es el autor de un importante tratado sobre fortificaciones militares y tres comedias.

## Obras
- Essai sur l'intérêt des nations en général et de l'homme en particulier (1749)
- La Fortification perpendiculaire, ou essai sur plusieurs manières de fortifier la ligne droite, le triangle, le quarré et tous les polygones, de quelqu'étendue qu'en soient les côtés, en donnant à leur défense une direction perpendiculaire (5 volúmenes, 1776-1784)
- Supplément au tome cinquième de la Fortification perpendiculaire, contenant de nouvelles preuves de la grande supériorité du système angulaire sur le système bastionné. L'on y a joint I ̊ un supplément relatif aux affûts à aiguille propre à monter l'artillerie des vaisseaux ; II ̊ un supplément au chapitre IXe du cinquième volume, qui traite des différentes méthodes à employer pour la défense d'une rade (1786)
- L'Art défensif supérieur à l'offensif, ou la Fortification perpendiculaire, contenant de nouvelles preuves de la grande supériorité du système angulaire sur le système bastionné, divers mémoires avec une addition à la théorie des embrasures, donnée au chapitre cinquième du deuxième volume (1793)

Correspondencia
- Correspondance de M. le marquis de Montalembert, étant employé par le roi de France à l'armée suédoise, avec M. le marquis d'Havrincour, ambassadeur de France à la cour de Suède, M. le maréchal de Richelieu, les ministres du roi à Versailles, MM. les généraux suédois, et autres, etc., pendant les campagnes de 1757, 58, 59, 60 et 61, pour servir à l'histoire de la dernière guerre (3 volúmenes, 1777)

Théâtre
- La Statue, comédie en 2 actes, en prose, mêlée d'ariettes, Paris, Théâtre de l'hôtel de Montalembert, août 1784 Texto en línea
- La Bergère de qualité, comédie en 3 actes, mêlée d'ariettes, Paris, Théâtre de l'hôtel de Montalembert, 24 janvier 1786 Texto en línea
- La Bohémienne supposée, comédie en 2 actes, mêlée d'ariettes, Paris, Théâtre de l'hôtel de Montalembert, 7 mars 1786 Texto en línea